# スクシンイミド
スクシンイミド (Succinimide) は、分子式C4H5NO2の環状のイミドで、ラクタムの1つである。白または無色の固体結晶。様々な有機合成、工業的には銀メッキの製造に使われる。
強塩基性条件下で臭素と混合すると、臭素化剤として多用されるN-ブロモスクシンイミドが生成する。

## スクシンイミド化合物
スクシンイミドは医薬品の部分構造として用いられる。例として抗てんかん薬のエトスクシミド（ザロンチン、エメサイド）、フェンスクシミド、メスクシミド（メトスクシミド、ペチヌチン）が挙げられる。また、スクシンイミド化合物はタンパク質またはペプチド、プラスチックで共有結合を形成するのに使われる。

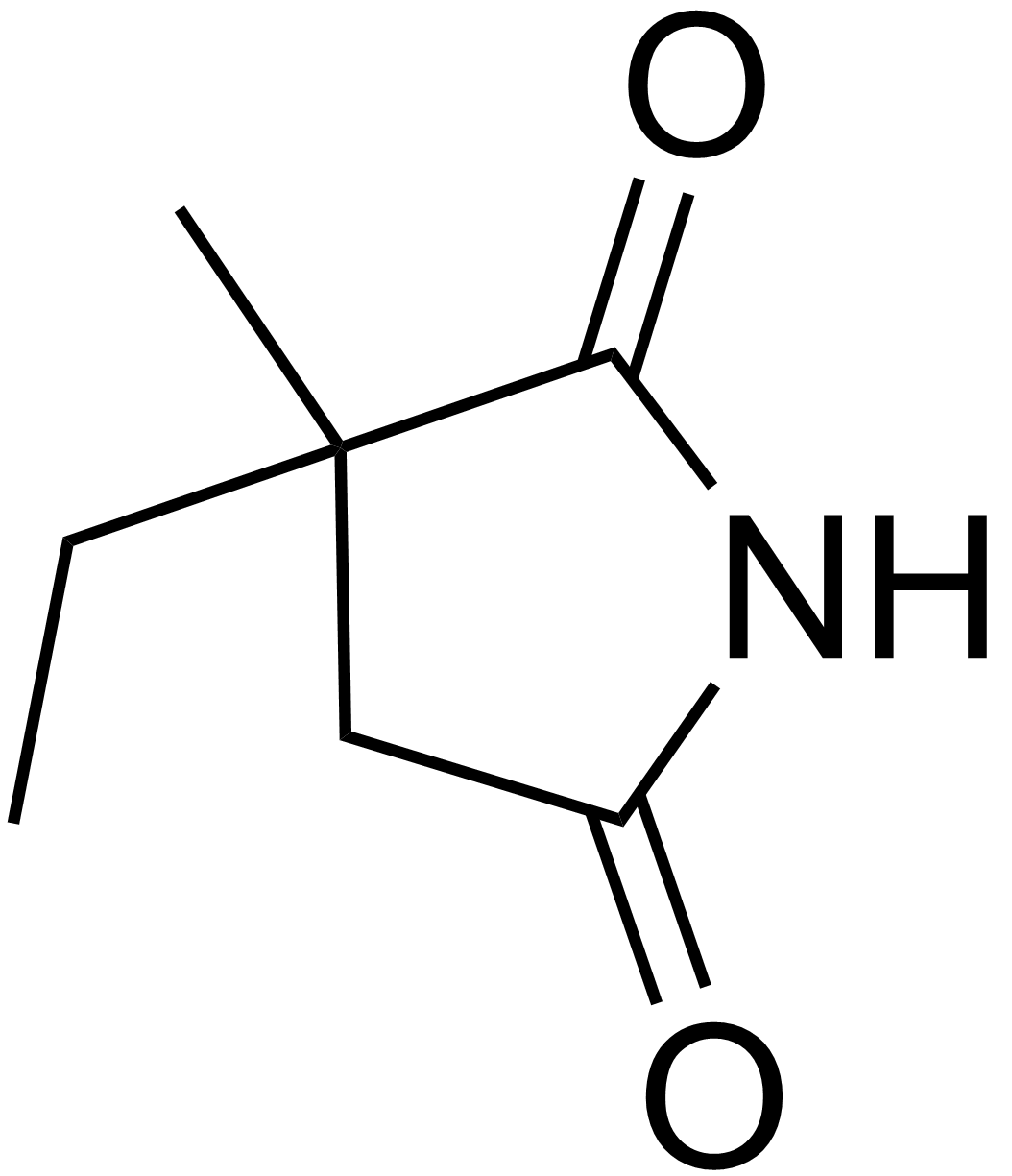
エトスクシミド
フェンスクシミド
メスクシミド